# Heikant (Reusel)
Heikant is een buurtschap  in de gemeente Reusel-De Mierden in de Nederlandse provincie Noord-Brabant. Het ligt drie kilometer ten noordoosten van het dorp Reusel.
Dorpen: Hooge Mierde · Hulsel · Lage Mierde · Reusel

Buurtschappen: Achterste Heikant · Braakhoek · Heikant · De Hoef · De Hoek · Kippereind · Kuilenrode · Mispeleind · Vloeieind · Vooreind · Voorste Heikant

Noord-Brabant: Steden en dorpen      Nederland: Provincies · Gemeenten